# Lil Bettina Chouhy
Lil Bettina Chouhy (4 de febrero de 1945 - 10 de julio de 2024), fue una periodista, escritora y locutora uruguaya.

## Biografía
Periodista de Radio Nuevotiempo AM 1010 con entrevistas a destacadas personalidades. En 2002 y 2003 condujo junto a Sergio Puglia en Canal 5 el programa cultural "La Noche" y en 2008 fue panelista de Puglia & Compañía en las mañanas de Canal 10. Comenzó a trabajar con periodistas como Jorge Traverso y Néber Araújo, fue presentadora del programa Contrapunto del canal uruguayo TV Ciudad.
Lil Bettina Chouhy fue galardonada con el Premio Legión del Libro otorgado por la Cámara Uruguaya del Libro. Es autora del libro Matilde, sobre la vida de la política uruguaya Matilde Rodríguez Larreta, viuda de Héctor Gutiérrez Ruiz.
Chouhy contrajo matrimonio con Carlos Eduardo Echevarría, quien falleciera en 2006. 

### Libros
- 1989, Matilde.
- 1998, Mujeres uruguayas (prólogo)